# Никола Алтъпармаков (Доленци)
 Тази статия е за дееца от Доленци.  За битолския деец на ВМОРО вижте Никола Алтъпамарков (Битоля).  
Никола Велянов Алтъпармаков или Алтипармаков, известен като Доленчанец или Долинчанец, е български революционер, член на битолския окръжен комитет на Вътрешната македоно-одринска революционна организация.

## Биография
Алтъпармаков е роден в 1873 година в Доленци, Битолско, тогава в Османската империя, днес в Северна Македония. Влиза в редовете на Върховния комитет през 1890 година, във Варна, като е заклет от Трайко Китанчев. Същата година е изпратен в Румъния да събира парични помощи за македонските бежанци, но е арестуван и екстрадиран в България.
През 1902 година участва в Горноджумайското въстание, заедно с генерал Иван Цончев. На 20 март 1903 година, Алтъпармаков се връща в Битоля.
През Илинденското въстание Никола Алтъпамарков е активен участник в него заедно с Арнаутов и Чачков. През 1904 година бил заловен и осъден на смърт, но след една година е амнистиран. Неколкократно е аретуван и осъждан от сръбските власти.
През 1926 година Алтипармаков е избран за член на битолското околийско началство на ВМРО заедно със Симеон Сагриев и Ташко Арсов.
След присъединяването на Вардарска Македония към България през април 1941 година, Алтипармаков се връща в Битоля и влиза в местния български акционен комитет. През август 1941 година Алтипармаков става председател на Илинденското дружество в града. Умира през 1953 година.
- Автобиография писана през 1951 година от Алтъпармаков
- Молба за Илинденска пенсия от 1951 година